# 미시소가
미시소가(Mississauga)는 캐나다 온타리오주에 위치한 도시이며 광역 토론토 중 가장 큰 위성도시다. 필 지방에 속해있으며 도시 북쪽으로는 브램튼, 남으로는 온타리오호와 경계를 이룬다. 토론토와는 동쪽으로 경계를 이루고, 토론토 피어슨 국제공항이 있다. 서쪽으로는 오크빌이 있다. 중심가는 휴론타리오 스트리트에 위치한 스퀘어원 종합쇼핑몰 인근으로 시티 센터라고 불리는 미시소가 트랜짓의 버스터미널과 고트랜짓의 터미널 또한 이곳에 위치에 있다.

## 역사
- 1968년 마을로 지정됨
- 1974년 도시로 번화

## 인구
2006년 인구조사 발표에 의하면 미시소가의 인구는 668,549명으로 캐나다에서 6번째로 인구가 많은 도시이다. 캐나다 내에서 빠른 인구성장률을 보이며 다문화 도시이다.
백인이 약 49.8%를 차지하며 한국인은 인구의 1%인 6,865명으로 기록되었다.
| 연도 | 인구    | ±%     |
| ---- | ------- | ------ |
| 1971 | 172,352 | —      |
| 1976 | 250,017 | +45.1% |
| 1981 | 315,055 | +26.0% |
| 1986 | 374,005 | +18.7% |
| 1991 | 463,388 | +23.9% |
| 1996 | 544,382 | +17.5% |
| 2001 | 612,925 | +12.6% |
| 2006 | 668,549 | +9.1%  |
| 2011 | 713,443 | +6.7%  |
| 2016 | 721,599 | +1.1%  |

## 지리
광역 토론토 지역을 구성하고 있고, 필 지방자치구 소속이다. 동쪽으로는 토론토, 서쪽으로는 오크빌, 북쪽으로는 브램튼과 연결되어 있다.

## 교통
미시소가는 온타리오주에서 교통이 가장 좋은 도시 중의 하나이다.

### 국제공항
토론토 피어슨 국제공항이 미시소가 내 동북쪽에 있다. 밴쿠버 국제공항, 몬트리올 트뤼도 국제공항과 함께 캐나다의 관문 역할을 한다.

### 고속도로
이 지역은 윈저에서 퀘벡까지 연결되어있는 온타리오 고속도로 401이 도시 북쪽을 지나간다. 또한 이곳은 고속도로 403이 끝나는 곳이고 고속도로 410이 시작하는 중요한 교통의 요충지다. 또한 유료고속도로인 407과 퀸 엘리자베스 웨이가 지나가고 공항을 연결해주는 고속도로 427이 토론토와 경계를 형성해주고 있다.

### 철도
미시소가는 두 중요한 철도 (캐나다 내셔널 철도, 캐나다 태평양 철도)를 토론토로 보내는 길을 만들어준다.

토론토 유니언 역출발한 고 트랜짓(Go Transit)의 레이크쇼어 웨스트(Lakeshore West)노선은 미시소가의 포트 크레딧(Port Credit)역과 클락슨(Clarkson)역을 정차한 뒤 옥빌, 벌링턴을 거쳐서 해밀턴의 고 센터(Go Centre)까지 간다. 또 다른 고 트랜짓의 노선은 밀턴 노선과 조지타운 노선이다.

### 버스
미웨이 (MiWay)(구.미시소가 트랜짓)가 도시 곳곳을 연결해주는 대중교통이다. 또한 토론토에 위치한 지하철 키플링과 이슬링턴역까지 연결해준다.
 일반요금은 $3.25 CAD이며 고 트랜짓의 기차표를 소지하고 미웨이를 이용하여 고 트랜짓의 기차역으로 가거나 혹은 기차역에서 미웨이를 승차할 경우 $0.65만 지불하고 승차할 수 있다.

## 교육
미시소가의 교육은 필 지방 교육청에나 더프린-필 가톨릭 지방 교육청에 따라 진행된다. 대학으로는 토론토 대학 미시소가 캠퍼스가 있다.

## 기후
| 미시소가 (토론토 피어슨 국제공항)의 기후                               | 미시소가 (토론토 피어슨 국제공항)의 기후 | 미시소가 (토론토 피어슨 국제공항)의 기후 | 미시소가 (토론토 피어슨 국제공항)의 기후 | 미시소가 (토론토 피어슨 국제공항)의 기후 | 미시소가 (토론토 피어슨 국제공항)의 기후 | 미시소가 (토론토 피어슨 국제공항)의 기후 | 미시소가 (토론토 피어슨 국제공항)의 기후 | 미시소가 (토론토 피어슨 국제공항)의 기후 | 미시소가 (토론토 피어슨 국제공항)의 기후 | 미시소가 (토론토 피어슨 국제공항)의 기후 | 미시소가 (토론토 피어슨 국제공항)의 기후 | 미시소가 (토론토 피어슨 국제공항)의 기후 | 미시소가 (토론토 피어슨 국제공항)의 기후 |
| 월                                                                     | 1월                                      | 2월                                      | 3월                                      | 4월                                      | 5월                                      | 6월                                      | 7월                                      | 8월                                      | 9월                                      | 10월                                     | 11월                                     | 12월                                     | 연간                                     |
| ---------------------------------------------------------------------- | ---------------------------------------- | ---------------------------------------- | ---------------------------------------- | ---------------------------------------- | ---------------------------------------- | ---------------------------------------- | ---------------------------------------- | ---------------------------------------- | ---------------------------------------- | ---------------------------------------- | ---------------------------------------- | ---------------------------------------- | ---------------------------------------- |
| 역대 최고 기온 °C (°F)                                                 | 17.6 (63.7)                              | 17.7 (63.9)                              | 26.0 (78.8)                              | 31.1 (88.0)                              | 34.4 (93.9)                              | 36.7 (98.1)                              | 37.9 (100.2)                             | 38.3 (100.9)                             | 36.7 (98.1)                              | 31.8 (89.2)                              | 25.1 (77.2)                              | 20.0 (68.0)                              | 38.3 (100.9)                             |
| 일평균 최고 기온 °C (°F)                                               | −1.2 (29.8)                              | −0.3 (31.5)                              | 5.0 (41.0)                               | 12.0 (53.6)                              | 19.2 (66.6)                              | 24.5 (76.1)                              | 27.4 (81.3)                              | 26.3 (79.3)                              | 22.3 (72.1)                              | 14.6 (58.3)                              | 7.9 (46.2)                               | 1.9 (35.4)                               | 13.3 (55.9)                              |
| 일일 평균 기온 °C (°F)                                                 | −5.0 (23.0)                              | −4.4 (24.1)                              | 0.6 (33.1)                               | 7.0 (44.6)                               | 13.7 (56.7)                              | 19.2 (66.6)                              | 22.1 (71.8)                              | 21.1 (70.0)                              | 16.9 (62.4)                              | 10.0 (50.0)                              | 4.1 (39.4)                               | −1.6 (29.1)                              | 8.6 (47.5)                               |
| 일평균 최저 기온 °C (°F)                                               | −8.9 (16.0)                              | −8.5 (16.7)                              | −3.8 (25.2)                              | 1.9 (35.4)                               | 8.2 (46.8)                               | 13.9 (57.0)                              | 16.6 (61.9)                              | 15.8 (60.4)                              | 11.6 (52.9)                              | 5.3 (41.5)                               | 0.2 (32.4)                               | −5.0 (23.0)                              | 3.9 (39.0)                               |
| 역대 최저 기온 °C (°F)                                                 | −31.3 (−24.3)                            | −31.1 (−24.0)                            | −28.9 (−20.0)                            | −17.2 (1.0)                              | −5.6 (21.9)                              | 0.6 (33.1)                               | 3.9 (39.0)                               | 1.1 (34.0)                               | −3.9 (25.0)                              | −8.3 (17.1)                              | −18.3 (−0.9)                             | −31.1 (−24.0)                            | −31.3 (−24.3)                            |
| 평균 강수량 mm (인치)                                                  | 61.6 (2.43)                              | 50.2 (1.98)                              | 50.5 (1.99)                              | 76.7 (3.02)                              | 77.6 (3.06)                              | 80.7 (3.18)                              | 74.0 (2.91)                              | 68.5 (2.70)                              | 69.4 (2.73)                              | 67.2 (2.65)                              | 71.8 (2.83)                              | 58.6 (2.31)                              | 806.8 (31.76)                            |
| 평균 강우량 mm (인치)                                                  | 33.8 (1.33)                              | 23.9 (0.94)                              | 34.0 (1.34)                              | 70.7 (2.78)                              | 77.5 (3.05)                              | 80.7 (3.18)                              | 74.0 (2.91)                              | 68.5 (2.70)                              | 69.4 (2.73)                              | 67.0 (2.64)                              | 62.7 (2.47)                              | 35.3 (1.39)                              | 697.4 (27.46)                            |
| 평균 강설량 cm (인치)                                                  | 31.5 (12.4)                              | 27.7 (10.9)                              | 17.2 (6.8)                               | 4.5 (1.8)                                | 0.1 (0.0)                                | 0.0 (0.0)                                | 0.0 (0.0)                                | 0.0 (0.0)                                | 0.0 (0.0)                                | 0.2 (0.1)                                | 9.3 (3.7)                                | 24.1 (9.5)                               | 114.5 (45.1)                             |
| 평균 강수일수 (≥ 0.2 mm)                                               | 16.2                                     | 12.0                                     | 12.3                                     | 12.5                                     | 12.7                                     | 10.8                                     | 10.3                                     | 9.8                                      | 10.2                                     | 12.8                                     | 12.6                                     | 14.9                                     | 147.3                                    |
| 평균 강우일수 (≥ 0.2 mm)                                               | 6.2                                      | 4.6                                      | 7.2                                      | 11.7                                     | 12.7                                     | 10.8                                     | 10.3                                     | 9.8                                      | 10.2                                     | 12.8                                     | 10.4                                     | 7.5                                      | 114.1                                    |
| 평균 강설일수 (≥ 0.2 cm)                                               | 12.7                                     | 9.7                                      | 6.8                                      | 2.2                                      | 0.12                                     | 0.0                                      | 0.0                                      | 0.0                                      | 0.0                                      | 0.24                                     | 3.6                                      | 9.2                                      | 44.7                                     |
| 평균 상대 습도 (%) (15:00)                                             | 69.7                                     | 65.7                                     | 58.5                                     | 53.4                                     | 53.6                                     | 54.4                                     | 52.9                                     | 55.2                                     | 57.3                                     | 61.6                                     | 66.7                                     | 70.5                                     | 60.0                                     |
| 평균 월간 일조시간                                                     | 79.7                                     | 112.2                                    | 159.4                                    | 204.4                                    | 228.2                                    | 249.7                                    | 294.4                                    | 274.5                                    | 215.7                                    | 163.7                                    | 94.2                                     | 86.2                                     | 2,161.4                                  |
| 가능 일조율                                                            | 27.6                                     | 38.0                                     | 43.2                                     | 50.8                                     | 50.1                                     | 54.1                                     | 63.0                                     | 63.4                                     | 57.4                                     | 47.8                                     | 32.0                                     | 30.9                                     | 46.5                                     |
| 출처: 캐나다 환경기후변화부 (평년값: 1991년~2020년, 극값: 1937년~현재) |                                          |                                          |                                          |                                          |                                          |                                          |                                          |                                          |                                          |                                          |                                          |                                          |                                          |

## 자매 도시
- 대한민국 경기도 양평군 (1981년)

## 같이 보기
- 토론토 피어슨 국제공항
- 필 지구 교육청